# شهرستان گرنت (داکوتای شمالی)
شهرستان گرنت، داکوتای شمالی (به انگلیسی: Grant County, North Dakota) یک سکونتگاه مسکونی در ایالات متحده آمریکا است که در داکوتای شمالی واقع شده‌است.

## خصوصیات
شهرستان گرنت ۴٬۳۱۴٫۹۴ کیلومترمربع مساحت دارد.